# Pottingeria acuminata
Pottingeria acuminata ist die einzige Pflanzenart der monotypischen Gattung Pottingeria innerhalb der Familie der Spindelbaumgewächse (Celastraceae). Das Verbreitungsgebiet der zwei Varietäten reicht von Assam über Myanmar bis ins nordwestliche Thailand.

## Beschreibung

### Vegetative Merkmale
Pottingeria acuminata ist ein immergrüner Baum. Getrocknete Pflanzenteile sind hellbraun. Die wechselständig und spiralig angeordneten, einfachen Laubblätter haben ganze Blattränder. Sie sind kurz gestielt und spitz bis zugespitzt. Die Nebenblätter sind winzig. 

### Generative Merkmale
Die Blüten stehen achselständig in kleinen Rispen, Thyrsen zusammen. Die relativ kleinen, radiärsymmetrischen und zwittrigen, fünfzähligen Blüten besitzen eine doppelte Blütenhülle (Perianth). Es ist ein becherförmiger Blütenbecher vorhanden. Die kleinen dreieckigen Kelch- und die eingebuchteten, länglichen Kronblätter sind frei. Es ist nur ein Staubblattkreis vorhanden; die Staubblätter stehen den Kelchblättern gegenüber, es fehlt also der äußere Kreis. Es ist ein großer und fleischiger Diskus vorhanden. Drei gestielte Fruchtblätter sind zu einem oberständigen, dreistieligen Fruchtknoten verwachsen. Der kurze Griffel endet in einer dreilappigen Narbe; die Narbenlappen sind relativ lang und spreizend.
Die vielsamige Kapselfrucht öffnet sich scheidewandspaltig = septizid.

## Systematik und Verbreitung
Die Gattung Pottingeria wurde 1898 durch David Prain in Journal of the Asiatic Society of Bengal, Part 2, Natural History, Calcutta Volume 67, Seite 291 mit der Typusart Pottingeria acuminata aufgestellt. Der Gattungsname Pottingeria ehrt den Militärarzt in der Indischen Armee Eldrod Pottinger.
Pottingeria acuminata wurde zeitweise als eigene Familie Pottingeriaceae, aber auch als Teil Familie der Grossulariaceae oder Escalloniaceae betrachtet. Die APG III fasst sie als Teil der Spindelbaumgewächse (Celastraceae) auf.
Die Gattung Pottingeria umfasst nur eine Art, mit zwei Varietäten:
- Pottingeria acuminata Prain:
  - Pottingeria acuminata Prain var. acuminata: Sie kommt in Assam sowie Myanmar  vor.[4]
  - Pottingeria acuminata var. latifolia Airy Shaw: Sie wurde 1973 erstbeschrieben und kommt nur im nördlichen Thailand vor.[4]